# Psychoda yapensis
Psychoda yapensis és una espècie d'insecte dípter pertanyent a la família dels psicòdids.

## Morfologia
- Antenes amb 14 artells.
- La placa subgenital de la femella presenta una estructura fosca i molt esclerotitzada (a la manera de la collera de l'arnès d'un cavall) a la cara interna.[5]

## Distribució geogràfica
Es troba a la Samoa Nord-americana, la República de Palau, les illes Carolines i Papua Nova Guinea (l'arxipèlag de Bismarck). La seua distribució és inusual car és una espècie oceànica que s'estén fins a Nova Bretanya però, pel que sembla, no s'ha establert a Nova Guinea, la qual cosa probablement indica que va evolucionar en alguna illa de l'oceà Pacífic i ara s'està movent cap a l'oest.